# محمود أباد (خلخال)
محمود أباد هي قرية في مقاطعة خلخال، إيران. عدد سكان هذه القرية هو 92 في سنة 2006.